# Misumena oblonga
Misumena oblonga är en spindelart som beskrevs av O. Pickard-Cambridge 1885. Misumena oblonga ingår i släktet Misumena och familjen krabbspindlar. Inga underarter finns listade i Catalogue of Life.